# Abus sexuels sur les femmes dans l'Église catholique
Les abus sexuels sur les femmes dans l'Église catholique désignent des agressions sexuelles de femmes, principalement des religieuses, commises au sein de l'Église catholique par certains de ses clercs et agents pastoraux.
Dans les années 1990, cinq rapports dont ceux de Maura O’Donohue et Marie MacDonald, sont adressés au Vatican concernant des agressions sexuelles de religieuses par des prêtres. Ceux-ci sont rendus publics en 2001. Joaquín Navarro-Valls, directeur du Bureau de presse du Saint-Siège, indique en 2001 connaitre ce problème mais qu'il se limite à une zone géographique bien précise. Le 5 avril 2001, le Parlement européen vote un texte pour condamner les violences sexuelles à l'égard des femmes, et cite en particulier les abus à l'égard des religieuses catholiques.
En février 2019, le pape François évoque le dossier des religieuses abusées et victimes d'agressions sexuelles allant jusqu'à employer les termes d'« esclavage des femmes ». En 2020, le cardinal João Braz de Aviz, préfet de la Congrégation pour les instituts de vie consacrée et les sociétés de vie apostolique, indique qu'il existe bien des prêtres abusant de religieuses mais « il commence à apparaître des cas d’abus sexuels entre sœurs ».

## Contexte et analyses
En 2020, on compte approximativement 660 000 religieuses au sein de l'Église catholique.

### Positionnements du Vatican

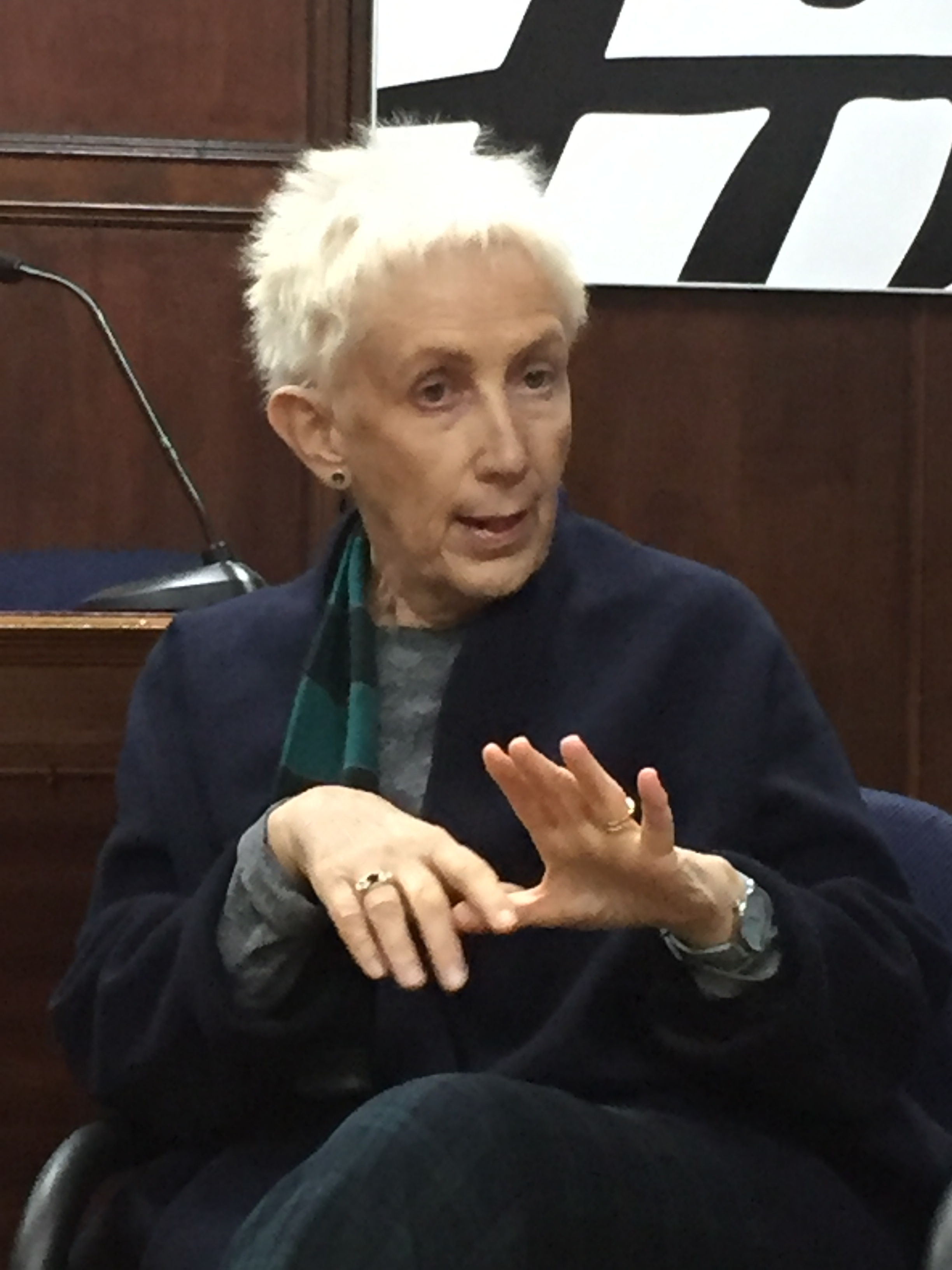
Lucetta Scaraffia éditorialiste de L'Osservatore Romano.

En mars 2001, après la publication de rapports évoquant des abus sexuels à l'égard de religieuses essentiellement en Afrique, le porte parole du Vatican Joaquín Navarro-Valls indique : « Le problème est connu et concerne une zone géographique limitée ». Le 5 avril 2001, le Parlement européen vote un texte pour condamner les violences sexuelles à l'égard des femmes, et cite en particulier les religieuses catholiques. Le texte demande de rétablir les religieuses démises de leurs fonctions à la suite des révélations qu'elles ont faites. Le Vatican ne réagit pas. Pour Lousewies van der Laan (en), une des députées européennes à l'origine du texte : « Comme d'habitude, l'histoire se répète. Des hommes au pouvoir n'écoutent pas des femmes victimes et rien ne bouge ».
En mars 2018, Lucetta Scaraffia, éditorialiste de L'Osservatore Romano, signe un texte dans le mensuel Femmes, Église, Monde dénonçant le travail pratiquement gratuit des religieuses au service des cardinaux. Puis, en février 2019, elle traite le scandale des religieuses abusées sexuellement et violées par des membres du clergé et le fait que celles-ci soient forcées à avorter secrètement ou à avoir des enfants non reconnus par leur père.
Dans sa Lettre au peuple de Dieu d'août 2018, le pape François dénonce les « abus sexuels, abus de pouvoir et abus de conscience ». Il considère que ces abus ont pour origine une « manière déviante de concevoir l'autorité de l'Église ». Le 5 février 2019, il évoque directement le dossier des religieuses abusées et victimes d'agressions sexuelles : « Le pape Benoît XVI a eu le courage de dissoudre une congrégation féminine qui avait un certain niveau de problème parce que cet esclavage des femmes s’était installé, esclavage des femmes de la part des clercs et du fondateur. Parfois le fondateur prend la liberté, vide cette liberté à des sœurs et peut alors se produire ce genre de choses ». La congrégation évoquée par le pape est l’Institut des sœurs de Saint Jean et Saint Dominique.
En 2020, le cardinal João Braz de Aviz, préfet de la Congrégation pour les instituts de vie consacrée et les sociétés de vie apostolique, indique qu'il existe bien des prêtres abusant de religieuses mais « il commence à apparaître des cas d’abus sexuels entre sœurs ». Il mentionne aussi des religieuses obligées de se prostituer pour survivre.
En novembre 2021, le journaliste de Vatican News, Salvatore Cernuzio, publie Le voile du silence. Abus, violence, frustrations dans la vie religieuse des femmes avec une préface de Nathalie Becquart, sous-secrétaire du Synode des évêques. L'ouvrage présente les témoignages de onze religieuses abusées, sexuellement mais aussi avec des abus psychologiques, des abus de pouvoir ou de conscience. Le pape considère que l'ouvrage décrit « les abus quotidiens qui nuisent à la force de la vocation ».

### Analyses

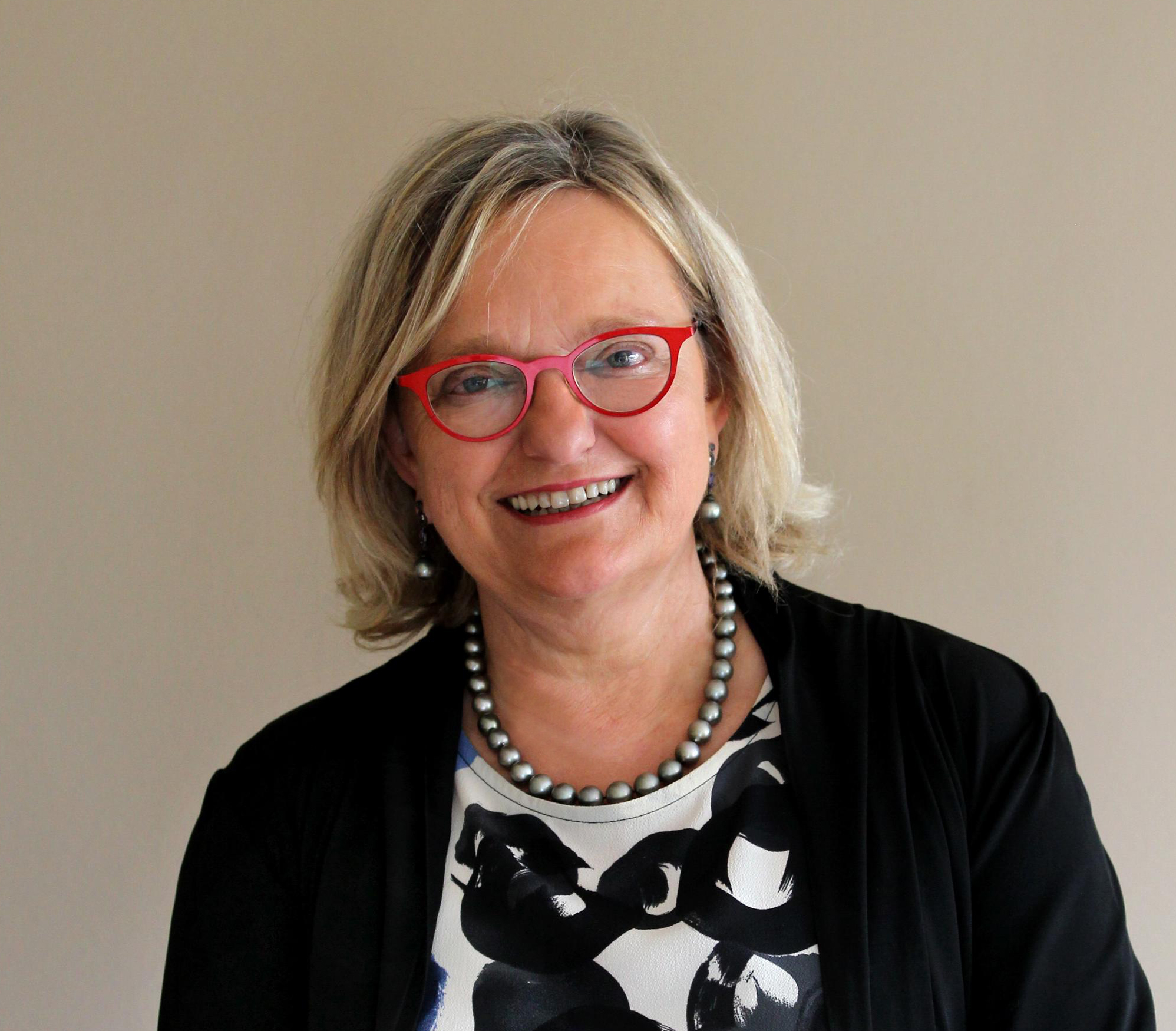
La théologienne belge Karlijn Demasure.

En 2001, Marie Mc Donald, auteure d'un rapport sur des abus de religieuses notamment en Afrique considère :« On leur a appris à s'estimer inférieures, à être soumises et à obéir. Il est compréhensible, alors, qu'une religieuse trouve impossible de résister à un membre du clergé qui lui demande des faveurs sexuelles. Ces hommes sont vus comme des figures d'autorité à qui l'on doit obéir ». Par ailleurs, ces clercs ont reçu, en général, une formation supérieure à celle des religieuses, ce qui leur permet de justifier leurs actes avec des pseudo-raisonnements théologiques.
La théologienne belge Karlijn Demasure (en) indique que lors d'un accompagnement spirituel le prêtre a un « pouvoir sur la religieuse ». Elle se confie à lui, il connaît ses aspirations, ses inquiétudes, parfois ses désirs. Par contre la religieuse ne connaît rien de personnel de son guide spirituel. Quand une religieuse est victime d'un abus spirituel ou sexuel, elle hésite à le faire savoir, par peur d'être exclue du groupe. Par ailleurs pour Karjlin Demasure, il faut modifier la théologie qui concerne les prêtres, les remettre dans le monde des « pécheurs ». Elle soutient le pape François dans sa volonté de remettre en cause le cléricalisme.
Lors de son audition auprès de la Commission indépendante sur les abus sexuels dans l'Église, en février 2020, la docteur Isabelle Chartier-Siben, présidente de l'association « C'est-à-dire », classe en trois catégories les conditions d'abus d'une religieuse. La première concerne la victime qui ne peut pas refuser une relation sexuelle, celle-ci est dans l'ordre des choses. Elle doit obéissance aux prêtres et ne peut que se soumettre. Les deux autres cas relèvent de la manipulation mentale. La communauté qui accueille la religieuse a élaboré un concept qui justifie et permet les abus. Par exemple l'« amour d'amitié » au sein de la communauté Saint-Jean est à l'origine de multiples agressions. La dernière catégorie concerne une relation personnelle entre la victime et le clerc. Dans les trois cas la victime ne peut pas refuser, elle n'est pas libre.
Stéphane Joulain, prêtre et psychothérapeute, explique qu'il existe une évolution de la culture cléricale, qui place les clercs au-dessus des autres fidèles, il agit alors in persona Christi. Ainsi certains clercs se considèrent comme supérieur ce qui justifie, à leurs yeux, les abus commis.

### Solutions avancées
En 2019, l’union internationale des supérieures générales (UISG) qui regroupe 450 000 religieuses insiste sur la formation des religieuses. Ainsi la notion d'obéissance peut être détournée et conduire à des abus. L'association appelle à supprimer la « culture du secret » et à libérer la parole.
En 2019, le pape François rend obligatoire aux clercs qui ont connaissance d'abus sexuels de le signaler à leur hiérarchie ecclésiastique. Par ailleurs, il décide de lever le secret pontifical concernant les agressions sexuelles, ainsi que la teneur des procès et verdicts dans ce domaine.
En 2020, la religieuse Maryanne Lounghry, psychologue australienne, publie dans Femmes, Église, Monde (seul média féminin du Vatican) les conditions nécessaires aux religieuses pour vivre dignement. Il s'agit de leur donner un salaire fixe, un logement, des congés et un accès internet. Elle indique : « Ne pas pouvoir contrôler sa vie, ne rien pouvoir planifier porte atteinte à la santé mentale. Travailler dans l'ambiguïté, sans règle précise peut contribuer à intimider, à abuser, à harceler ».

## Histoire récente

### Afrique
À la fin des années 1980, la religieuse et médecin Maura O’Donohue vient travailler en Afrique dans le domaine de la prévention du SIDA pour Caritas Internationalis. En 1994, elle remet un rapport concernant l'exploitation sexuelle de religieuses catholiques. Certaines indiquent : « qu'elles ont été abusées sexuellement par des prêtres parce qu'eux aussi en étaient venus à craindre la contamination du virus en fréquentant les prostituées ». Les religieuses qui tombent enceintes sont exclues de leurs communautés. Sans ressources elles peuvent être conduites à se prostituer ou deviennent la deuxième ou la troisième épouse d'un homme,. Après sa propre enquête, le prêtre Robert J. Vitillo (en), directeur de programme à Caritas en 1994, confirme son rapport : « Les tentatives fréquentes de soulever ces questions avec l'Église locale et universelle n'ont rencontré que des oreilles de sourds ».
En 1998, la religieuse Marie MacDonald, supérieure des Sœurs missionnaires de Notre-Dame d'Afrique révèle les viols de religieuses, celles qui sont enceintes doivent avorter.
La religieuse togolaise Mary Lembo, formatrice et psychothérapeute, auteure de la thèse Religieuses abusées en Afrique faire la vérité publiée en 2022, explique : « le prêtre a une position sociale puissante. Il est apprécié, admiré, considéré comme infaillible, saint. Sa parole est la parole de Dieu, il ne se trompe jamais, il est le Christ sur Terre. Pour les fidèles, c’est difficile de voir la face sombre du prêtre ». Elle considère qu'il faut former les religieuses pour qu'elles soient capables de dire non,.

#### République démocratique du Congo
La religieuse  théologienne congolaise Josée Ngalula, membre  de la congrégation des Sœurs de Saint-André  et première africaine à intégrer la commission théologique internationale en 2021, travaille comme théologienne notamment sur la problématique "religion et violence", en s'intéressant plus particulièrement sur les victimes féminines et en montrant que les croyances religieuses peuvent influer d'une certaine manière sur la banalisation ou la non banalisation des violences faites aux femmes. En 2005, elle publie une première étude biblique sous le titre "Dieu dénonce et condamne les violences faites aux femmes" : aux victimes à qui on a mis dans la tête que les souffrances vécues sont "normales" à cause du "péché d'Eve", il est important de proclamer que Dieu n'est jamais du côté des auteurs des violences. Il est aussi important de prendre conscience que c'est un problème de société grave, donc il faut oser en parler, au lieu de l'occulter. En 2006, elle organise un Atelier théologique sur le thème "Religion et violences faites aux femmes", qui insiste notamment sur le fait que plusieurs victimes souffrent en silence sans dénoncer, car on leur a mis dans la tête certaines convictions religieuses de type : "un chrétien n'accuse pas, il pardonne", etc. Il est important que les institutions religieuses prennent conscience qu'un certain type de discours religieux peut empêcher les victimes de dénoncer le mal, et donc aux auteurs de violence de continuer à faire du mal en toute impunité; il faut donc oser défendre les femmes en leur inviolabilité. En 2008, elle publie une étude biblique sur les abus sexuels commis sur les femmes dans la Bible, avec l'objectif de pointer les réflexes courants de silence ou de compromission en faveur des auteurs des abus, lorsque ces types d'abus se passent dans les familles chrétiennes ou dans les églises. En 2009, elle publie publie, en lien avec le deuxième synode africain qui a traité des questions de justice et réconciliation, deux études pour conscientiser les communautés chrétiennes en Afrique sur l'importance d'ouvrir les yeux et de gérer les situations des violences dans les familles et les églises en Afrique,. En 2013, elle aborde la problématique des abus sexuels en contexte matrimonial, où elle montre que les abus sexuels peuvent provenir aussi bien des hommes que des femmes, y compris dans les couples chrétiens. En 2020, elle fait un plaidoyer pour que l'Eglise s'engage à lutter contre la stigmatisation des victimes des violences sexuelles, aussi bien en son sein que dans la société. En 2020, elle publie un manuel pour la promotion des politiques de prevention des abus sexuels, de protection des catégories vulnérables, de la non stigmatisation des victimes et de l'écoute commissionnante et guérissante des survivants des abus sexuels (femmes et hommes, enfants et adultes). Dans ses interventions dans les médias à propos des abus sexuels en contexte africain, elle insiste régulièrement qu'on prenne au sérieux le la dimension culturelle du silence des victimes et des témoins : le sexe est souvent un tabou, les gens tiennent beaucoup à l’honneur de la communauté (qui reste prioritaire) et la société a décidé qu'un « chef a toujours raison »; de plus la perte de la virginité peut conduire à l'exclusion du groupe. Ainsi cette « culture du silence permet aux auteurs de violences sexuelles de maintenir leurs victimes sous leur domination ».En 2021, elle proposent quelques lieux idéologiques et structurels à gérer en priorité, si l'on veut que les abus sexuels disparaissent dans l'Eglise demain.

#### Côte d'Ivoire
En 2018, le prêtre Anderson Sylvain Kouamé Abé, dans l'archidiocèse d'Abidjan, est arrêté pour des faits de viol sur une jeune femme. Le cardinal Jean-Pierre Kutwa suspend le prêtre de ses fonctions. Jean-Pierre Kutwa suspend également, en 2020, le groupe Sacerdoce royal dirigée par Do Oulaï Franklin Delaneaux dit Abraham Marie Pio,. Ce dernier est réintégré le 9 février 2024 sur décision de l'archevêque, après qu'il a partiellement reconnu les faits à la suite des accusations contre lui d'abus sexuels, d'extorsion de fonds et de manipulation psychologique. Il est demandé aux victimes de « pardonner ».

#### Malawi
À partir de 1988, un évêque du Malawi est informé par la supérieure d'un ordre que 29 religieuses ont été « mises enceintes » par des prêtres. Le cardinal Eduardo Martínez Somalo, préfet de la Congrégation pour les instituts de vie consacrée et les sociétés de vie apostolique, au Vatican, ne réagit pas à ces informations.

### Amérique
En octobre 2022, la Conférence latino-américaine des religieux et religieuses (CLAR) publie une enquête indiquant que  10% des religieuses de 23 pays d’Amérique latine et des Caraïbes ont été abusées sexuellement par des prêtres. 55,2% des religieuses considèrent être victimes d'abus de pouvoir.

#### Argentine
- En février 2020, le pape François défroque Roberto Juan Yannuzzi, fondateur de Miles Christi (en), un ordre religieux argentin, pour « crimes contre le sixième commandement avec des adultes, absolution du complice et abus d'autorité »[35]. Ces faits d'abus sexuels étaient connus depuis 1994[36].
- En 2016, Valeria Zarza, une ex-nonne, dénonce des abus sexuels du prêtre Agustín Rosa Torino, fondateur en 1986 de la communauté Hermanos Discípulos de Jesús de San Juan Bautista[37]. Il est alors incarcéré entre décembre 2016 et août 2017, avant d'être assigné à résidence. En 2019, il porte à son tour plainte contre l'ex-nonne, également pour abus sexuels. Elle est innocentée en 2021 alors que s'ouvre le procès de Rosa Torino pour viols sur deux ex-novices (dont Zarza) et une ancienne religieuse de l'institut religieux[38]. Il est condamné à 12 ans de prison[39]. En septembre 2021, Nicolás Parma, un second prêtre de la communauté est à son tour condamné à 17 ans de prison pour« abus sexuels simples et gravement scandaleux » sur deux jeunes garçons de 14 ans[39]. En 2019, le pape avait ordonné la fermeture de l'ordre implanté en Argentine, Mexique, au Chili et en Espagne[40].

#### États-Unis
Selon l'étude, menée en 1996, des psychologues John T. Chibnall et Ann Wolf, de l'université de Saint-Louis , 40% des religieuses américaines ont été victimes de traumatismes sexuels dans l'enfance ou en tant que religieuse. Pendant l'enfance, 20 % des religieuses ont été abusées essentiellement par des agresseurs issus du cercle familial mais aussi pour 9 % d'entre elles par des prêtres, des religieuses ou des personnes consacrées. À l'âge adulte, 12,5 % des religieuses signalent des abus sexuels, dont les trois quarts de la part d’un membre de l'institution religieuse. Il s'agit essentiellement de harcèlements mais dans 40% des cas, de rapports génitaux. Pour Ann Wolf : « Les évêques se sont focalisés sur les abus commis sur des enfants, mais le problème est bien plus large » pour les religieuses,.
À la suite de la reconnaissance par le pape d'abus sexuels et de viol de religieuses par des prêtres et des évêques, en février 2019, l'association Leadership Conference of Women Religious (en) demande une refonte de l'organisation de l'Église, dirigée uniquement par des hommes, en permettant l'implication de laïcs et en supprimant un pouvoir exclusivement détenu par le clergé,.
- Anthony Odiong, un prêtre catholique ordonné au Nigeria en 1993, exerce dans plusieurs diocèses aux États-Unis, notamment au Texas et en Louisiane[45]. En 2019, Odiong est suspendu par le diocèse d'Austin au Texas à la suite d'allégations de comportement inapproprié. Malgré cette suspension, il a continué à exercer son ministère dans l'archidiocèse de La Nouvelle-Orléans en Louisiane, où il est pasteur de l'église St Anthony of Padua à Luling depuis environ 2015[46]. En 2023, Odiong est de ses fonctions à St Anthony of Padua. L'archidiocèse a invoqué des "préoccupations concernant son ministère" avant et possiblement pendant son séjour à La Nouvelle-Orléans. En juillet 2024, Odiong est arrêté en Floride sur mandat de la police de Waco, au Texas. Il est accusé de possession d'images pédopornographiques. Cette arrestation fait suite à une enquête sur des plaintes de plusieurs femmes l'accusant d'inconduite sexuelle[47].

#### Canada
En 1996, l'évêque Hubert Patrick O'Connor est condamné à deux ans et demi de prison, par le juge Wally Oppal, pour avoir violé deux jeunes femmes autochtones durant les années 1960 alors qu'il était prêtre. Il est libéré après avoir purgé six mois et payé une caution de 1 000 $ en attente d'appel. La même année, il fait face à deux autres accusations : le viol d'une secrétaire et celui d'une élève du pensionnat qu'il administrait. Les deux cas sont abandonnés faute de preuve mais un nouveau procès est requis,. Ces poursuites sont finalement abandonnées après que Hubert O'Connor eut participé à un cercle de guérison à Alkali Lake, un petit village autochtone situé près de Williams Lake.
Dans une action collective de 101 victimes visant le diocèse de Québec, une fidèle accuse le cardinal Marc Ouellet d'agression sexuelle pour des faits qui se seraient déroulés entre 2008 et 2010. À l'époque la jeune fille avait une vingtaine d'années et le cardinal était archevêque de Québec,. À la suite d'une enquête préliminaire instruite par le prêtre jésuite Jacques Servais, le pape François considère l’« absence d’éléments suffisants » et décide de ne pas engager une enquête canonique à l'encontre de Marc Ouellet. Selon le média catholique québécois Présence information religieuse l'enquête préliminaire est entachée d'un conflit d'intéret. En effet, Jacques Servais et Marc Ouellet se connaissent et ont travaillé ensemble. Par ailleurs la plaignante n'a pas été informée des résultats de l'enquête préliminaire. Ces manquement sont contraires aux règles édictées par le Vatican avec le Motu proprio Vos estis lux mundi.

#### Chili
Le jésuite Renato Poblete, ancien aumônier de Hogar de Cristo (en) et décédé en 2010, est cité pour l'agression de 22 femmes entre les années 1960 et 2000. Quatre d'entre elles étaient mineures à l'époque des faits dont une enfant de trois ans. Une des victimes a été forcée d'avorter à plusieurs reprises.
En 2018, plusieurs religieuses de la congrégation des Sœurs du Bon Samaritain (Hermanas del Buen Samaritano), dans le diocèse de Talca, dénoncent des abus sexuels commis par des prêtres. Elles témoignent dans un documentaire diffusée par la télévision chilienne : « La fin du silence : nous ne sommes pas esclaves, nous sommes des femmes. » Après avoir été abusées sexuellement, 23 religieuses ont été renvoyées de la communauté. Selon les membres de celle-ci, l'évêque du diocèse Horacio Valenzuela n'a pas réagi bien qu'informé des faits. Il présente sa démission au pape François, celle-ci est acceptée le 28 juin 2018. Une enquête est ouverte par le Vatican,,.

### Asie

#### Inde
Le cardinal Franco Mulakkal est jugé par le tribunal de Kottayam dans l’État de Kerala, en novembre 2019. Il est accusé d'avoir violé à plusieurs reprises une religieuse à entre 2014 et 2016.

### Europe

#### Allemagne
Joseph Kentenich, fondateur du Mouvement de Schoenstatt, est écarté de la direction du mouvement de 1951 à 1965 pour avoir abusé de nombreuses religieuses. En 2020, en consultant les documents de la période du pontificat de Pie XII accessibles depuis peu aux chercheurs, l'historienne de l’Église et théologienne Alexandra von Teuffenbach (de) découvre des preuves d'abus sexuels du Père Kentenich envers des sœurs de son mouvement dans l'enquête du jésuite Sebastiaan Tromp (en), envoyé comme visiteur apostolique en 1951 par le Saint-Siège à Schoenstatt. À la suite de cette visite, un décret du Saint-Office ordonnait à Joseph Kentenich de se séparer de l’œuvre qu’il avait fondée et de ses religieuses,,.

#### Autriche
En juillet 2010, Denis Borel prêtre de Saint-Jean, du prieuré de Marchegg, est condamné par un tribunal de Vienne à six mois de prison avec sursis et 2 000 euros d'amende après les plaintes de deux jeunes femmes. Il est renvoyé en France où son comportement ne s'améliore pas. Une procédure canonique est engagée mais son supérieur Thomas Joachim intervient considérant que ces agressions sexuelles étaient dues à un burn-out ,.

#### France

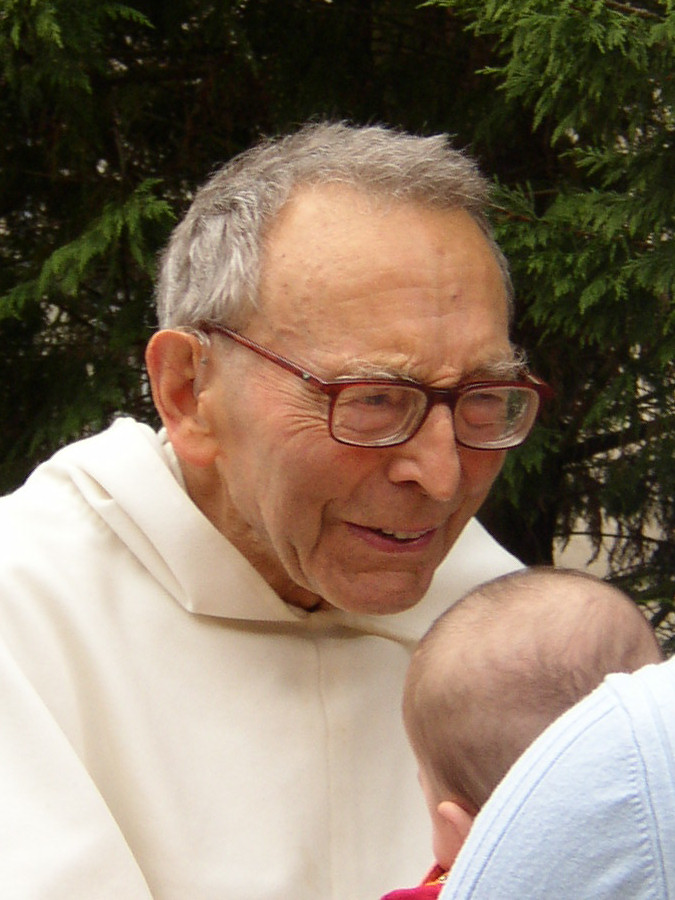
Marie-Dominique Philippe en 2005.

Trois femmes, majeures aux moments des faits, accusent un prêtre de l'Institut du Prado d'agressions sexuelles. La date des faits allégués concerne les années 1980 et 1990 dans le diocèse de Lyon. Les supérieurs du prêtre, informés par une des victimes, l'envoient en Guinée. Le cardinal Philippe Barbarin a connaissance des accusations en 2016, il n'informe pas la justice. En 2017 l'Institut du Prado retire au prêtre le droit d'exercer, l'enquête canonique est alors transmise à la justice.
De nombreux abus se déroulent dans des communautés religieuses dirigées par des théologiens c'est le cas par exemple des frères Thomas Philippe et Marie-Dominique Philippe, de Jean Vanier. Concernant les Foyers de charité , André Marie Van Der Borght (fondateur du Foyer de Charité de Tressaint), Michel Tierny (fondateur du Foyer de charité de Courset) et Georges Finet (cofondateur des Foyers de Charité) sont mis en cause pour des abus sexuels sur certaines femmes de leur communauté,.
Cécile Lemaire est agressée sexuellement par son accompagnatrice spirituelle à partir de 2002 quand elle intègre sa congrégation religieuse en Normandie. Elle réussit à s'échapper de l'emprise de la religieuse, mais celle-ci la poursuit dans un autre couvent pour le noviciat où elle a trouvé refuge. Cécile Lemaire sollicite la hiérarchie catholique pour obtenir la fin de ce harcèlement. Sans réponse, elle se résout à quitter sa congrégation en 2006. Après moult démarches en particulier auprès du Vatican, elle finit par venir témoigner à la télévision. Puis, soutenue au fil des années, notamment par le prêtre Pierre Vignon et les évêques Dominique Lebrun et Jacques Blaquart, elle élabore un dossier pour une procédure canonique. Elle est reconnue comme victime par l'Église, 12 ans après les faits.
L'abbé Silviano Bernabé Uribe, de la Fraternité sacerdotale Saint-Pie-X (FSSPX) est condamné en septembre 2004 à un an de prison avec sursis pour des agressions sexuelles sur une majeure et une mineure de 13 ans. Il était alors directeur d’une école hors-contrat de la FSSPX à Bordeaux. Bernabé Uribe a fait appel de cette décision et a perdu le 19 mai 2005, puis s’est pourvu en Cassation, où la Cour a rejeté son pourvoi le 26 avril 2006,.
En février 2021, la justice ecclésiastique prononce le renvoi de l'état clérical du prêtre Jean-François Six, reconnaissant sa culpabilité d'abus sexuels,, envers des personnes sur lesquelles il exerçait une autorité spirituelle et morale. Une quinzaine de femmes ont déclaré avoir été victimes, les faits les plus anciens remontant à la fin des années 1950, les plus récents aux années 1990. L’abbé Six, qui les conseillait spirituellement à l’époque, a usé de son autorité morale et spirituelle pour imposer à ces femmes, adultes au moment des faits, par la manipulation et l’emprise, des actes allant d’attouchements sexuels à des fellations et à des viols selon les cas, parfois assortis de rituels de purification,.
En septembre 2021, le Vatican renvoie de l'état clérical Marie-Michel Hostalier, prêtre qui a participé à la fondation du mouvement Jeunesse-Lumière aux côtés de Daniel-Ange. Selon le communiqué du diocèse de Valence dont il relève canoniquement, une série de faits graves d'abus spirituels et sexuels sur des femmes majeures dans le cadre d'accompagnements spirituels, ont conduit les autorités religieuses à prendre cette décision,.
Le rapport de la commission indépendante sur les abus sexuels dans l'Église, publié en octobre 2021, évoque les religieuses, victimes d’agressions sexuelles, sans toutefois donner un chiffrage du nombre de victimes. Pour la sociologue Julie Ancian, dont les travaux sont relayés par la commission : « Elles sont d’abord doublement exposées aux violences, à la fois comme femmes et, d’une certaine manière, comme des enfants, car de par leur statut, elles sont infantilisées par les règles auxquelles elles doivent se plier dans leur communauté »,.
En novembre 2022, Jean-Pierre Grallet, archevêque émérite de Strasbourg, reconnaît avoir eu « des gestes déplacés envers une jeune femme majeure, comportement qu['il] regrette profondément ». Ces gestes ont eu lieu à la fin des années 1980, alors qu'il était religieux franciscain,.

#### Slovénie
Marko Ivan Rupnik est accusé d’agressions sexuelles par neuf religieuses de la communauté de Loyola en Slovénie dont Marko Rupnik fut l’accompagneur spirituel et de gestes déplacés et d’abus spirituels par deux autres femmes. Une première femme l'a accusé en 1998. Puis une deuxième au début de l'année 2020. Il est démis de sa fonction de directeur du centre Aletti en 2020. En 2021, des signalements ont été transmis auprès du dicastère pour la Doctrine de la Foi pour « violences sexuelles et psychologiques ». L’ordre des jésuites a pris des sanctions disciplinaires à son encontre : il ne doit plus confesser, accompagner spirituellement et prêcher des retraites. Tout enseignement ou engagement public doit être validé par sa hiérarchie.

#### Suisse

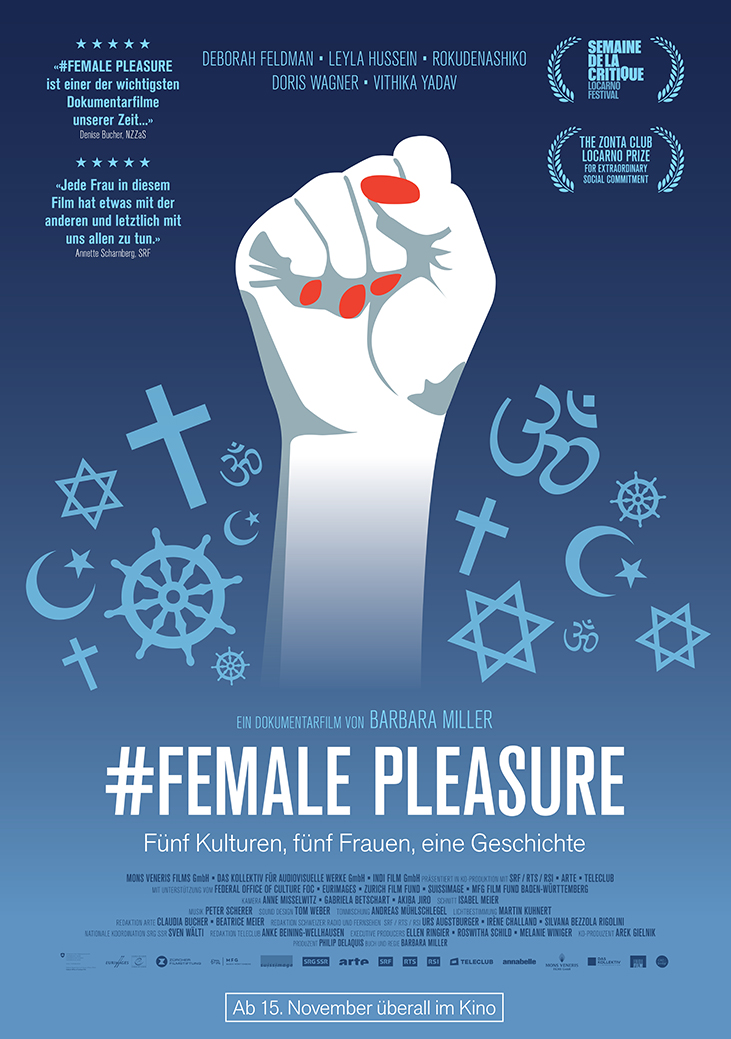
Affiche de Female Pleasure.

Le documentaire Female Pleasure, sorti en 2018, de la Suissesse Barbara Miller présente 5 femmes qui ont subi des violences sexuelles. Parmi elles, l'Allemande Doris Wagner. En 2003, elle rejoint, à l'âge de 19 ans , la communauté de l'Œuvre où elle indique avoir été violée après avoir subi une manipulation mentale. Puis un autre responsable de la communauté, le prêtre Hermann Geissler, la harcèle sexuellement lors de ses confessions. Elle quitte la communauté en 2010 et porte plainte en 2012 auprès de la congrégation pour la doctrine de la foi. Le prêtre, par ailleurs membre d'une branche de la congrégation pour la doctrine de la foi, est jugé par le tribunal suprême de la Signature apostolique qui le disculpe le 15 mai 2019 : « la configuration du délit grave allégué n’ayant pas été prouvée avec la certitude morale due, après un examen attentif de l’affaire »,.
Benoît-Emmanuel Peltereau-Villeneuve, ancien frère de Saint-Jean, est destitué de l’état clérical par le Dicastère pour la Doctrine de la Foi en décembre 2022, « sans possibilité de faire appel ou déposer un recours » à la suite d'une enquête  canonique pour de multiples accusations d'agressions sexuelles.
Le 11 décembre 2023, l'évêque Charles Morerod fait une déclaration à la presse qui met en cause son prédécesseur, Bernard Genoud, accusé d'abus sexuels par une femme, alors âgée de 19 ans. Les faits remontent à l'époque où Bernard Genoud enseignait au Collège du Sud à Bulle, entre 1976 et 1994,.

### Océanie

#### Nouvelle-Zélande
L'évêque Charles Drennan du diocèse de Palmerston North en Nouvelle-Zélande, démissionne, en octobre 2019, après la plainte d'une femme pour « comportement de nature sexuelle ».

## Médias
Les médias mettent dans la lumière les dossiers d'abus spirituels ou sexuels au sein de l'Église catholique. Ces dossiers sont ainsi plus rapidement traités. En novembre 2021, le pape François remercie les journalistes « (Je) vous remercie pour ce que vous nous dites sur ce qui ne va pas dans l'Église, pour nous aider à ne pas le mettre sous le tapis et pour la voix que vous avez donnée aux victimes d'abus ».

### Documentaires
Plusieurs documentaires traitent du dossier de femmes abusées à travers le monde : Dans le secret des nonnes de Marie-Claire Javoy et Gilles de Maistre en 2004, The Keepers, en 2017, traite du meurtre non résolu de sœur Cathy Cesnik aux États-Unis, La fin du silence: nous ne sommes pas esclaves, nous sommes des femmes est diffusé par la Televisión Nacional de Chile en 2018, Female Pleasure, sorti également en 2018 en Suisse, traite notamment du cas de l'Allemande Doris Wagner, Religieuses abusées, l'autre scandale de l'Église est diffusé en 2019 sur la chaîne de télévision franco-allemande Arte.

### Témoignages
À 16 ans, en 1989, Sophie Ducrey rencontre la communauté Saint-Jean. Ayant de fortes aspirations spirituelles, elle se confie à un prêtre de Saint-Jean qui va devenir son accompagnateur. Elle témoigne dans son livre publié en 2019, Étouffée-Récit d’un abus spirituel et sexuel, de l’emprise psychologique dans laquelle elle est tombée, ainsi que des abus sexuels subis à partir de sa majorité.
En juin 2016, une ancienne religieuse carmélite affirme avoir été abusée sexuellement dans les années 1970 par le père Marie-Dominique Philippe.

### Fictions
- Le roman libertin Thérèse Philosophe décrit dans sa première partie la relation entre Marie-Catherine Cadière (« Eradice ») et le Jésuite Jean-Baptiste Girard, dont Thérèse est présentée comme le témoin.
- La Religieuse est un roman-mémoires de Denis Diderot publié à titre posthume en 1796, le personnage principal, Suzanne Simonin subit le harcèlement sexuel de la supérieure d'un couvent. Une adaptation sortie au cinéma en 1967, Suzanne Simonin, la Religieuse de Diderot, réalisée par Jacques Rivette, fait l'objet d'une censure[95].